# Huvudskär
Huvudskär este o arie protejată (arie specială de conservare — SAC, sit de importanță comunitară — SCI) din Suedia întinsă pe o suprafață de 2.076,5 ha, integral pe uscat.

## Localizare
Centrul sitului Huvudskär este situat la coordonatele 58°58′04″N 18°33′40″E / 58.9679°N 18.5611°E.

## Înființare
Situl Huvudskär a fost declarat sit de importanță comunitară în ianuarie 1998 pentru a proteja 2 specii de animale. Situl a fost protejat și ca arie specială de conservare în martie 2011.

## Biodiversitate
Situată în ecoregiunile boreală și marină baltică, aria protejată conține 2 habitate naturale: Recifuri, Insulițe și insule mici din Baltica boreală.
La baza desemnării sitului se află mai multe specii protejate:
- amfibieni (1): triton cu creastă (Triturus cristatus)
- mamifere (1): Halichoerus grypus